# Théâtres de la Ville d'Istanbul
Ne doit pas être confondu avec Théâtre d'État d'Istanbul.
Les Théâtres de la Ville d'Istanbul (en turc : İstanbul Büyükşehir Tiyatroları) sont un établissement public créé en 1914. Il est composé de 10 scènes différentes et est placé sous la direction de la métropole d'Istanbul.

## Histoire

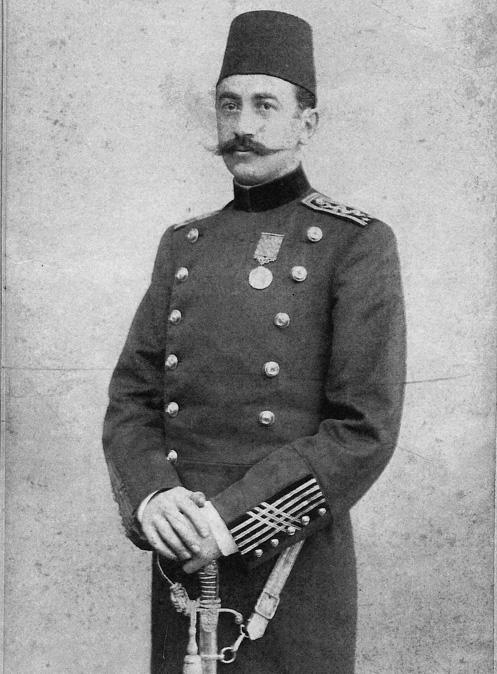
Cemil Topuzlu, maire de Constantinople en 1914.

Sur une proposition d'Ali Ekrem, le maire de Constantinople Cemil Topuzlu Pacha fonde en 1914 le conservatoire ottoman (turc ottoman : دارالبدايع (Dâr'ül-bedâyi-i Osmânî), littéralement « Maison des Beaux-Arts »), le premier de l'empire, en charge à la fois du théâtre et de l'opéra. Le Français André Antoine est chargé par Cemil Pacha du lancement de l'institution et procède aux premières auditions. Il y restera jusqu'aux déclarations de guerre de la Première guerre mondiale quelques mois plus tard.
En 1932, il déclare :
« Jadis, lorsque je fis observer aux autorités qu'il était à peu près impossible de former un répertoire moderne dans lequel, suivant l'antique usage, les rôles féminins seraient tenus par des hommes, je soulevai des tempêtes [...] A l'heure présente, les actrices turques participent aux représentations et même plusieurs d'entre elles sont devenues de véritables stars. [...] Et il est curieux de constater qu'une fois encore l'art dramatique a agi sur les mœurs et que l'émancipation de la femme date en partie de l'essor de la scène ottomane. »
La première représentation publique est tenue le 20 janvier 1916, Çürük Temel (« Les fondations pourries »), adapté de La Maison d'argile d'Émile Fabre,.
En 1931, lors des réformes kémalistes et l'imposition de l'öztürkçe il prend le nom de Şehir Tiyatrosu, « Théâtre de la Ville », puis Şehir Tiyatroları, « Théâtres de la ville » avec l'ouverture d'autres lieux.

## Organisation

### Anciennes scènes

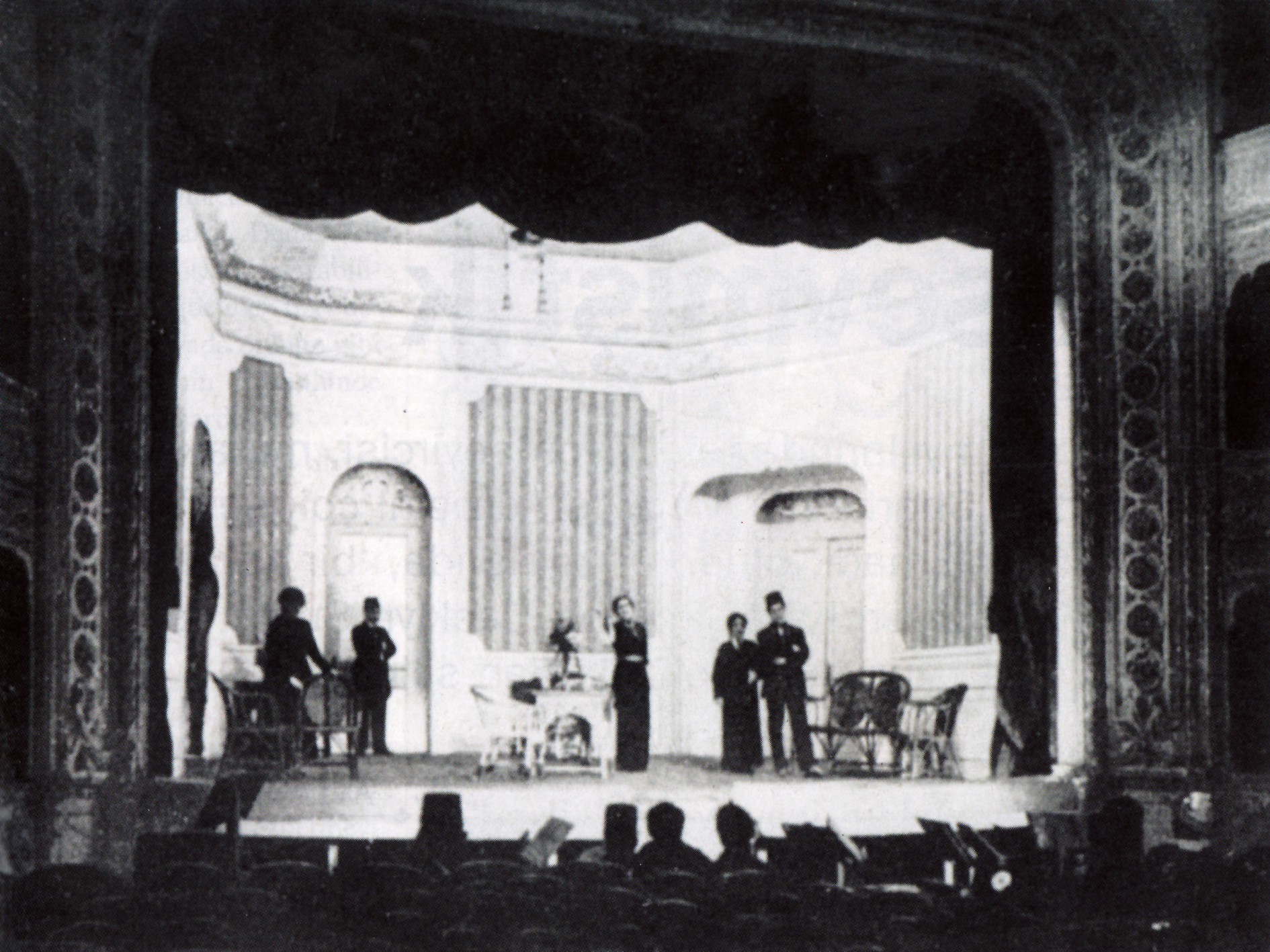
Première représentation, le 20 janvier 1916, de Çürük Temel, au théâtre de Tepebaşı.

Le Dârülbedâyi est d'abord domicilié au théâtre de Tepebaşı, dans le quartier de Tepebaşı, à quelques mètres de la Grande rue de Péra qui est alors le quartier européen de Constantinople. Ce théâtre est détruit après deux incendies en 1970 et 1971. Il ne sera pas reconstruit et fera place à des bâtiments modernes de la Radio-télévision de Turquie.

### Scènes actuelles
En 2016 les théâtres de la Ville sont répartis en 10 scènes :
- Rive anatolienne :
  - Théâtre Haldun Taner de Kadıköy
  - Théâtre d'Ümraniye
  - Théâtre Musahipzade Celâl d'Üsküdar
  - Théâtre Kerem Yılmazer d'Üsküdar

- Rive européenne :
  - Théâtre Muhisin Ertuğrul de Haribye
  - Théâtre Reşat Nuri de Fatih
  - Théâtre Sadabad de Kâğıthane
  - Théâtre pour enfants Küçük Kemal de Kâğıthane
  - Théâtre de Gaziosmanpaşa
  - Théâtre pour enfants Ferih Egemen de Gaziosmanpaşa.

## Personnalités
- Nazim Hikmet[2] (1901-1963)
- Erhan Abir (1945-2016)
- Gönül Ülkü Özcan (1931-2016)